# Boxing Day (película de 2021)
Boxing Day (en España: El día después de Navidad y en Hispanoamérica: El segundo día de Navidad) es una película británica navideña de comedia romántica escrita, dirigida y protagonizada por Aml Ameen, en su debut como director. La película también está protagonizada por Aja Naomi King y Leigh-Anne Pinnock, en su debut como actriz. En particular, es la primera comedia romántica navideña británica con un elenco casi en su totalidad negro.
Teniendo lugar principalmente en Londres, la película sigue a Melvin Mckenzie (Aml Ameen) cuando regresa a su casa después de dos años, para lanzar su nuevo libro y presentar a su prometida a la familia. Ameen ambientó la trama durante el Boxing Day para representar sus propias experiencias al crecer en Inglaterra con su propia familia caribeña-británica.

## Sinopsis
Melvin "Smelly" Mckenzie (Aml Ameen) es un inmigrante británico que vive en Los Ángeles. Después del lanzamiento de su nuevo libro, se le pide que regrese a Londres por primera vez en dos años para promocionarlo. Él y su casi prometida Lisa Dixon (Aja Naomi King) viajan a Inglaterra para conocer a la adorable -pero disfuncional- familia caribeña-británica de Melvin. Mientras está allí, las cosas se complican por la presencia de su exnovia y superestrella mundial Georgia (Leigh-Anne Pinnock), quien todavía tiene sentimientos sin resolver por él y es muy cercana a la familia que dejó atrás.

## Reparto
- Aml Ameen como Melvin Mckenzie, el personaje principal. Un escritor británico residente en Estados Unidos que regresa a casa para promocionar su nuevo libro. Todavía está dolido por el divorcio de sus padres, que anunciaron en la fiesta anual del Boxing Day de su familia dos años antes del comienzo de la película. Como resultado, parece tener una obsesión por tener una relación "perfecta", lo que inevitablemente le lleva a hacer cosas que estropean su propia relación.
- Aja Naomi King como Lisa Dixon, la novia actual de Melvin y futura prometida. Ella es una agente de casting en Hollywood que acaba de conseguir una gran oportunidad laboral y también ha descubierto que está embarazada. Acompaña a Melvin a Inglaterra durante las vacaciones para conocer a su familia por primera vez.
- Leigh-Anne Pinnock como Georgia "Gigi" Folorunsho, exnovia de Melvin, de ascendencia nigeriana. Es una cantante de pop internacional que recientemente ha pasado por una ruptura muy mediática. La familia de Georgia y Melvin son muy unidas y celebran juntos el Boxing Day todos los años.
- Marianne Jean-Baptiste como Shirley Mckenzie, la madre de Melvin. Se divorció de su marido hace dos años después de que él la engañara, y ahora tiene un nuevo novio al que duda en presentar a sus hijos.
- Tamara Lawrance como Aretha "Boobsy 'Mckenzie, hermana de Melvin, y asistente de Georgia.
- Sheyi Cole como Joshua Mckenzie, el hermano menor de Melvin, que está enamorado de la exnovia de su primo y a quien busca conquistar.
- Stephen Dillane como Richard, el nuevo novio de Shirley.
- Robbie Gee como Bilal, el padre de Melvin. Engañó a Shirley dos años atrás con una mujer mucho más joven, lo que ha provocado una tensa relación con su hijo.
- Yasmin Monet Prince como Alison, la chica de la cual Joshua está enamorado.
- Samson Kayo como Joseph, primo de Joshua y exnovio de Alison.
- Joshua Maloney como Jermaine, el hermano de Melvin.
- Claire Skinner como Caroline, la madre de Georgia.
- Lisa Davina Phillip como Valerie.
- Derek Ezenagu como Clint, el padre de Georgia.
- Martina Laird como Janet.
- Ricky Fearon como Kirk.
- Fraser James como Billy.
- Tim Ahern como Dave, el agente de Melvin.
- Melvin Gregg como Ian "Gorgeous", el exnovio rapero de Georgia que la engañó.
- Zeze Millz como ella misma.

## Banda sonora
Boxing Day aún no ha lanzado oficialmente una banda sonora, pero la música de la película presenta actuaciones en solitario de Leigh-Anne Pinnock como Georgia.

## Producción
Boxing Day fue creada por Aml Ameen, y está basada libremente en su propia familia. Coescribió el guion con Bruce Purnell. Originalmente planeó financiarla él mismo para despegar, pero se reunió con agentes en la boda de Idris Elba que enviaron su guion a BFI y Film4. Además de ser el debut como director de Ameen, también es el debut actoral de Leigh-Anne Pinnock. Se unió al elenco después de que Purnell la recomendara a Ameen.
La producción de la película comenzó a fines del verano de 2020 en el hemisferio norte. La película se rodó en Londres durante seis semanas entre noviembre y diciembre. El rodaje durante el confinamiento por la pandemia de COVID-19 se llevó a cabo en lugares como South Bank y Carnaby Street.

## Lanzamiento
El avance de Boxing Day fue lanzado por primera vez el 6 de octubre de 2021. Se estrenó en los cines del Reino Unido e Irlanda el 3 de diciembre de 2021, mientras que en Estados Unidos, el 17 de diciembre de 2021 en la plataforma Amazon Prime Video.